# Понура 2-я
Понура 2-я (2-я Понура, Вторая Понура, Понура вторая) — река в России, протекает по территории Динского района и Краснодара Краснодарского края. Устье реки находится в 97 км от устья реки Понуры по правому берегу. Длина реки — 15 км, площадь водосборного бассейна — 66,6 км². Река перегорожена несколькими дамбами и превращена в водохранилище.

## Данные водного реестра
По данным государственного водного реестра России относится к Кубанскому бассейновому округу, водохозяйственный участок реки — Кирпили. Речной бассейн реки — Реки бассейна Азовского моря междуречья Кубани и Дона.
Код объекта в государственном водном реестре — 06010000312108100005992.